# No Body, No Crime
No Body, No Crime (estilizada en minúsculas) es una canción escrita, grabada e interpretada por la cantautora estadounidense Taylor Swift, quien produjo el tema con Aaron Dessner. Cuenta con voces invitadas de la banda de rock estadounidense Haim. La canción es la sexta pista del noveno álbum de estudio de Swift, Evermore, lanzado el 11 de diciembre de 2020 a través de Republic Records. No Body, No Crime ha alcanzado los veinte primeros puestos en Australia, Canadá, Irlanda y el Reino Unido. Fue lanzado a la radio country el 11 de enero de 2021 como el segundo sencillo del álbum.

## Antecedentes y lanzamiento
No Body, No Crime marca la primera colaboración entre Swift y Haim. Swift envió su nota de voz de la canción a Aaron Dessner, su productor de Evermore, quien desarrolló la instrumentación de la canción. Swift tenía ideas específicas sobre cómo quería que se sintiera la canción, incluida la voz de Haim. Las hermanas Haim grabaron en un estudio casero de Los Ángeles del ingeniero Ariel Rechtshaid y lo enviaron a Swift, que estaba en el estudio Long Pond de Dessner, filmando Folklore: The Long Pond Studio Sessions. Los riffs de armónica y guitarra de la canción fueron proporcionados por Josh Kaufman, quien también tocó la armónica en Betty, la decimocuarta pista de Folklore. JT Bates tocó la batería de la canción. También contribuyó con la batería en Dorothea, octava pista de Evermore.
El 10 de diciembre de 2020, Swift reveló la lista de canciones de Evermore, donde No Body, No Crime ocupó el sexto lugar; el álbum fue lanzado el 11 de diciembre de 2020. No Body, No Crime fue lanzado a la radio country en los Estados Unidos el 11 de enero de 2021.

## Composición y letras
Abriendo con sirenas de policía, No Body, No Crime es una canción vibrante y cinematográfica de country, pop rock, y country rock. Cuenta la macabra historia de una mujer llamada Este, que se enfrenta a su marido infiel. Ella desaparece y el narrador de la canción sospecha que fue asesinada por él a favor de su amante. Sin el cuerpo de la víctima, el marido no puede ser juzgado por homicidio. La amiga de Este se toma la justicia por su mano y mata al marido, arroja su cuerpo a un lago y enmarca a la amante. Este lleva el nombre de Este Haim. La canción hizo comparaciones con Goodbye Earl de The Chicks y Before He Cheats de Carrie Underwood, entre otras.

## Recepción de la crítica
Brodie Lancaster, de The Sydney Morning Herald, opinó que No Body, No Crime ve a Swift y las hermanas Haim «pisotear una nueva versión estilo salón de "He Had it Comin" de Chicago, ya que cuentan de una mujer loca que cubre el asesinato de su marido infiel». La crítica de NME de Hannah Mylrea notó la dirección sonora de la canción y la describió como una «canción de venganza country en toda regla que termina en el asesinato de un marido mujeriego», condensando una película de David Fincher en cuestión de pocos minutos.

## Desempeño comercial
No Body, No Crime debutó en el número 34 en los Estados Unidos, marcando la primera entrada de Haim en el top cuarenta en la lista Billboard Hot 100. También debutó en el número dos en la lista Billboard Hot Country Songs, marcando el segundo top 10 de Swift en 2020, después de Betty, y la primera aparición de Haim en la lista.
En el Reino Unido, No Body, No Crime debutó en el puesto 19 en la UK Singles Chart, con 22 875 unidades en su primera semana. La pista también debutó entre los 20 primeros en Canadá, Irlanda y Australia alcanzando el puesto 11, 11 y 16 respectivamente.

## Créditos y personal
Créditos adaptados de Pitchfork.
- Taylor Swift: voz principal, composición, producción
- Haim - artista destacado
  - Danielle Haim - coros
  - Este Haim - coros
- Aaron Dessner - producción, grabación, mandolina, sintetizadores, piano, grabación de campo y bajo, guitarras acústicas y eléctricas
- Josh Kaufman - lap steel, guitarra eléctrica, órgano y armónica
- J.T. Bates - batería, grabación instrumental
- Jonathan Low - grabación vocal, mezcla
- Ariel Rechtshaid - grabación vocal
- Matt DiMona - grabación vocal
- Greg Calbi - masterización
- Steve Fallone - masterización

## Listas
| Chart (2020–2021)                  | Peak position |
| ---------------------------------- | ------------- |
| Australia (ARIA)                   | 16            |
| Canadá (Canadian Hot 100)          | 11            |
| Billboard Global 200               | 16            |
| Irlanda (IRMA)                     | 11            |
| Nueva Zelanda (Recorded Music NZ)  | 29            |
| Portugal (AFP)                     | 83            |
| Singapur (RIAS)                    | 28            |
| Reino Unido (UK Singles Chart)     | 19            |
| Estados Unidos (Billboard Hot 100) | 34            |
| Estados Unidos (Hot Country Songs) | 2             |
| US Rolling Stone Top 100           | 12            |

## Historial de versiones
| Región         | Fecha               | Formato       | Discográfica | Ref.   |
| -------------- | ------------------- | ------------- | ------------ | ------ |
| Estados Unidos | 11 de enero de 2021 | Country radio | Republic     | [ 29 ] |